# Dadeville
Dadeville ist ein Ort im Tallapoosa County des US-Bundesstaats Alabama und der County Seat des Tallapoosa County. Die Gesamtfläche des Ortes beträgt 41,4 km². Das U.S. Census Bureau hat bei der Volkszählung 2020 eine Einwohnerzahl von 3.084 ermittelt.

## Geschichte
Der Ort ist nach dem Soldaten Francis Langhorne Dade benannt, der als Major im zweiten Seminolenkrieg diente und fiel. Dadeville gab sich im Jahr 1837 eine eigene Stadtverordnung und wurde im Jahr darauf County Seat. Während des Sezessionskriegs verlor Dadeville seinen Status als eigenständige Verwaltungseinheit, den es 1871 wieder zuerkannt bekam.
Am 15. April 2023 wurden bei einer Geburtstagsfeier mehr als 20 Personen angeschossen bzw. erschossen.

## Demographie
Nach der Volkszählung aus dem Jahr 2000 hatte Dadeville 3212 Einwohner, die sich auf 1122 Haushalte und 813 Familien verteilten. Die Bevölkerungsdichte betrug somit 77,5 Einwohner/km². 53,24 % der Bevölkerung waren weiß, 45,08 % afroamerikanisch. In 34,9 % der Haushalte lebten Kinder unter 18 Jahren. Das Durchschnittseinkommen betrug 25.266 Dollar pro Haushalt, wobei 19,3 % der Einwohner unterhalb der Armutsgrenze lebten.
2019 hatte Dadeville 3053 Einwohner.

## Kultur und Sehenswürdigkeiten
Ein Bezirk in Dadeville ist im National Register of Historic Places („Nationales Verzeichnis historischer Orte“; NRHP) des National Park Service eingetragen (Stand 28. April 2021), der Dadeville Historic District.

## Söhne und Töchter der Stadt
- Mark Barnes, Rechtsanwalt
- Charles A. Culberson (1855–1925), Gouverneur von Texas